# 銭宇平
銭宇平（せん うへい、ツィエン・ユィピン、 1966年10月6日 - ）は、中国の囲碁棋士。上海市出身、中国囲棋協会所属、九段。全国囲棋個人戦優勝、世界囲碁選手権富士通杯準優勝など。地に辛くヨセに強い棋風で、渾名は「鈍刀」。1999年より病気休業。

## 経歴
6歳で碁を覚え、13歳で集中訓練隊に入る。1982年に四段に認定。1983年に新体育杯戦で聶衛平に挑戦し、0-3で敗れる。またこの年は日中囲碁交流で山城宏、長谷川直、佐藤昌晴に3連勝している。1985年に専業棋手となる。1987年九段。同年、国手戦決勝で陳臨新に敗れ準優勝、十強戦決勝で聶衛平に敗れ準優勝。1988年に全国囲棋個人戦で11連勝の成績で優勝。1989年の第1期棋王戦では、決勝5番勝負で兪斌を3-0で下し優勝。翌年は聶衛平に1-3でタイトルを奪われる。1990年の日中スーパー囲碁では、日本の副将坂田栄男、主将の武宮正樹の2人抜きで中国に勝利をもたらす。1991年の世界囲碁選手権富士通杯では決勝に進出するが、病気による不戦敗で準優勝（優勝は趙治勲）。1993年第1期大国手戦決勝で馬暁春に0-2で敗れ準優勝。CCTV杯では1990、92年に優勝、1994年に準優勝してテレビ囲碁アジア選手権戦に出場し、決勝で大竹英雄に敗れ準優勝。
しばしば病気休養を繰り返していたが、1999年からは対局を休んでおり、TOM棋聖道場での棋譜解説などを行っている。

### タイトル歴
- 全国囲棋個人戦 1988年
- 棋王戦 1989年
- CCTV杯中国囲棋電視快棋戦 1990、92年

### その他の棋歴
国際棋戦
- 世界囲碁選手権富士通杯 準優勝 1991年
- テレビ囲碁アジア選手権戦 準優勝 1994年
- 東洋証券杯世界選手権戦 ベスト8 1991年
- 日中囲碁決戦
  - 1984年 1-2 片岡聡、2-1 山城宏
  - 1985年 2-1 上村陽生
  - 1986年 1-2 宮沢吾朗、1-2 彦坂直人
  - 1987年 2-1 彦坂直人
- 日中スーパー囲碁
  - 1984年 0-1（×小林光一）
  - 1986年 1-1（○今村俊也、×小林覚）
  - 1987年 0-1（×山城宏）
  - 1990年 2-0（○坂田栄男、○武宮正樹）

国内棋戦
- 新体育杯戦 挑戦者 1983年
- 国手戦 準優勝 1987年
- 十強戦 準優勝 1987年
- 天元戦 挑戦者 1990年
- 大国手戦 準優勝 1993年
- CCTV杯 準優勝 1994年